# Кристовский, Леонид Владимирович
Леонид Владимирович Кристовский (латыш. Leonīds Kristovskis; 2 апреля 1923, Рига — 2 мая 2018, Рига) — латвийский советский скульптор. Брат скульптора Владимира Рапикиса.
Родился в семье Владимира Кристовского, по национальности лива, сотрудника посольства СССР в Латвии. В 1930-е гг. вместе с семьёй переехал в Горький, где в возрасте 15 лет начал работать лепщиком гипса в скульптурной мастерской. С 1942 года воевал в составе 201-й Латвийской стрелковой дивизии (в дальнейшем 43-я гвардейская Латышская стрелковая дивизия), по окончании войны служил в штабе Прибалтийского военного округа в Риге.
В 1954 году окончил Латвийскую Академию художеств (1950), дипломная работа «1905 год», руководитель Теодор Залькалнс. В 1953—1956 гг. работал мастером-бронзолитейщиком в Рижской школе прикладного искусства, в 1956—1959 гг. возглавлял скульптурную мастерскую художественного комбината Союза художников Латвийской ССР. Член Союза художников СССР с 1961 года.
Среди основных работ Кристовского — скульптура «Борьба Лачплесиса с драконом» в Юрмале (1953, совместно с братом Владимиром Рапикисом), памятник участникам Великой Отечественной войны в Балвах (1961), скульптурная группа на Плявиньской ГЭС (1965). Принимал участие в создании Памятника воинам Советской Армии — освободителям Советской Латвии и Риги от немецко-фашистских захватчиков в Риге (1975—1986), первоначально как ассистент скульптора Льва Буковского; после смерти Буковского (1984), по собственному утверждению, внёс некоторые коррективы в его проект.
Двоюродный племянник — латвийский политик Гиртс Валдис Кристовскис.